# Dřevnice
La Dřevnice est une rivière de Tchéquie, affluent en rive gauche de la Morava.
Elle prend sa source dans la région des Vizovická vrchovina (en), à une altitude d'environ 560 m. Sa longueur est de 41,6 km lorsqu'elle rejoint la Morava à Otrokovice.

## Source
- (en) Cet article est partiellement ou en totalité issu de l’article de Wikipédia en anglais intitulé « Dřevnice » (voir la liste des auteurs).